# نیکولز
نیکولز (انگلیسی: Nichols) شرکت صنایع غذایی بریتانیایی است، که در سال ۱۹۰۸ تأسیس شد.